# Michael (Khoroshy)
Michael, dont le nom séculaire est Theodot Nykyforovych Khoroshy, né le 10 juillet 1885 près de Tchyhyryne dans l'Empire russe et mort le 5 mai 1977 à Toronto au Canada, était un évêque de l'Église orthodoxe ukrainienne du Canada de 1951 à 1977 et le métropolite de l'Église de 1973 jusqu'à sa retraite en 1975.

## Biographie
Theodot fut ordonné diacre en décembre 1912. Durant les quelques années qui suivirent, il traduisit le Psautier en ukrainien. Le 24 avril 1920, il fut ordonné prêtre. Quelques mois plus tard, il fut nommé doyen d'une église à Ternivka dans la région de Tcherkassy. Après la formation de l'Église orthodoxe autocéphale ukrainienne, une Église non canonique, il rejoignit ses rangs. En 1923, il fut nommé doyen de la cathédrale de Tcherkassy.
Lors de l'occupation bolchevique, en septembre 1929, il fut arrêté à cause de sa vocation religieuse et condamné à huit ans dans les camps de concentration dans le Nord. Il fut libéré en 1937 et il retourna en Ukraine à Kropyvnytsky.
Durant l'occupation nazie de l'Ukraine, en 1941, une liberté de religion relative s'établit. Ainsi, Theodot organisa l'Église à Kropyvnytsky. En mars 1942, il fut élu en tant que candidat à l'épiscopat. Le 12 mai 1942, avec la bénédiction de l'archevêque Polikarp (Sikorsky), il fut tonsuré moine. Il reçut le nom de Michael et fut ordonné à l'épiscopat en tant qu'évêque de Kropyvnytsky. En novembre 1942, il fut élevé au rang d'archevêque.
L'archevêque Michael fut invité par le consistoire de l'Église orthodoxe ukrainienne du Canada, avec la bénédiction du métropolite Polikarp, à devenir son évêque. Ainsi, le 14 mai 1951, il vint s'établir à Winnipeg au Manitoba où est située le siège de l'Église. Cependant, avant l'arrivée du métropolite Ilarion (Ohienk), également en 1951, l'Église orthodoxe ukrainienne du Canada décida que l'évêque le plus gradé, c'est-à-dire Ilarion, serait le « métropolite de Winnipeg et du diocèse du Centre, métropolite de tout le Canada, et primat de l'Église orthodoxe ukrainienne ». Alors, l'archevêque Michael devint l'« archevêque de Toronto et du diocèse de l'Est ». Il fut ainsi le premier évêque de Toronto.
En 1970, Ilarion tomba malade et l'archevêque Michael devint le primat par intérim de l'Église orthodoxe ukrainienne du Canada. Lorsque le métropolite Ilarion décéda en mars 1972, l'archevêque Michael fut élu primat de l'Église et fut installé en tant que métropolite en 1973. Cependant, en 1975, il se retira en tant que métropolite disant qu'il désirait demeurer à la tête du diocèse de l'Est.
Le métropolite Michael mourut le 5 mai 1977 à Toronto à l'âge de 91 ans. Il est inhumé au cimetière Prospect à Toronto.